# Утадзу

Ута́дзу (яп. 宇多津町, うたづちょう, МФА: [utad͡zu t͡ɕoː]?) — містечко в Японії, в повіті Аяута префектури Каґава. Розташоване в північній частині префектури. Отримало статус містечка 1898 року. Площа становить 8,07 км². Станом на 1 липня 2012 року населення складало 18 547  осіб, густота населення — 2300 осіб/км².   